# Subcancilla lindsayi
Subcancilla lindsayi is een slakkensoort uit de familie van de Mitridae. De wetenschappelijke naam van de soort is voor het eerst geldig gepubliceerd in 1960 door Berry.